# 考文垂站

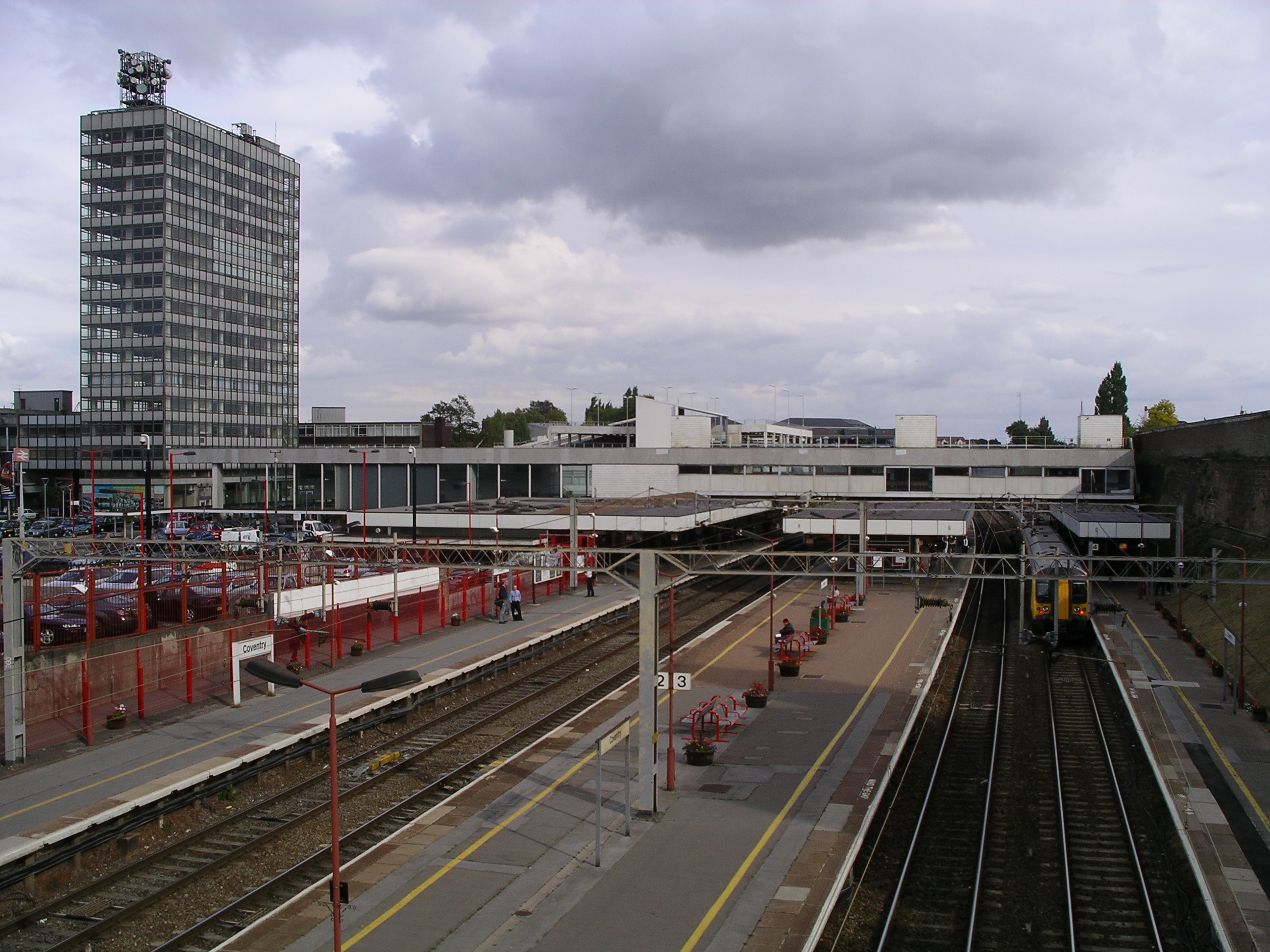
站場景觀（2007年）

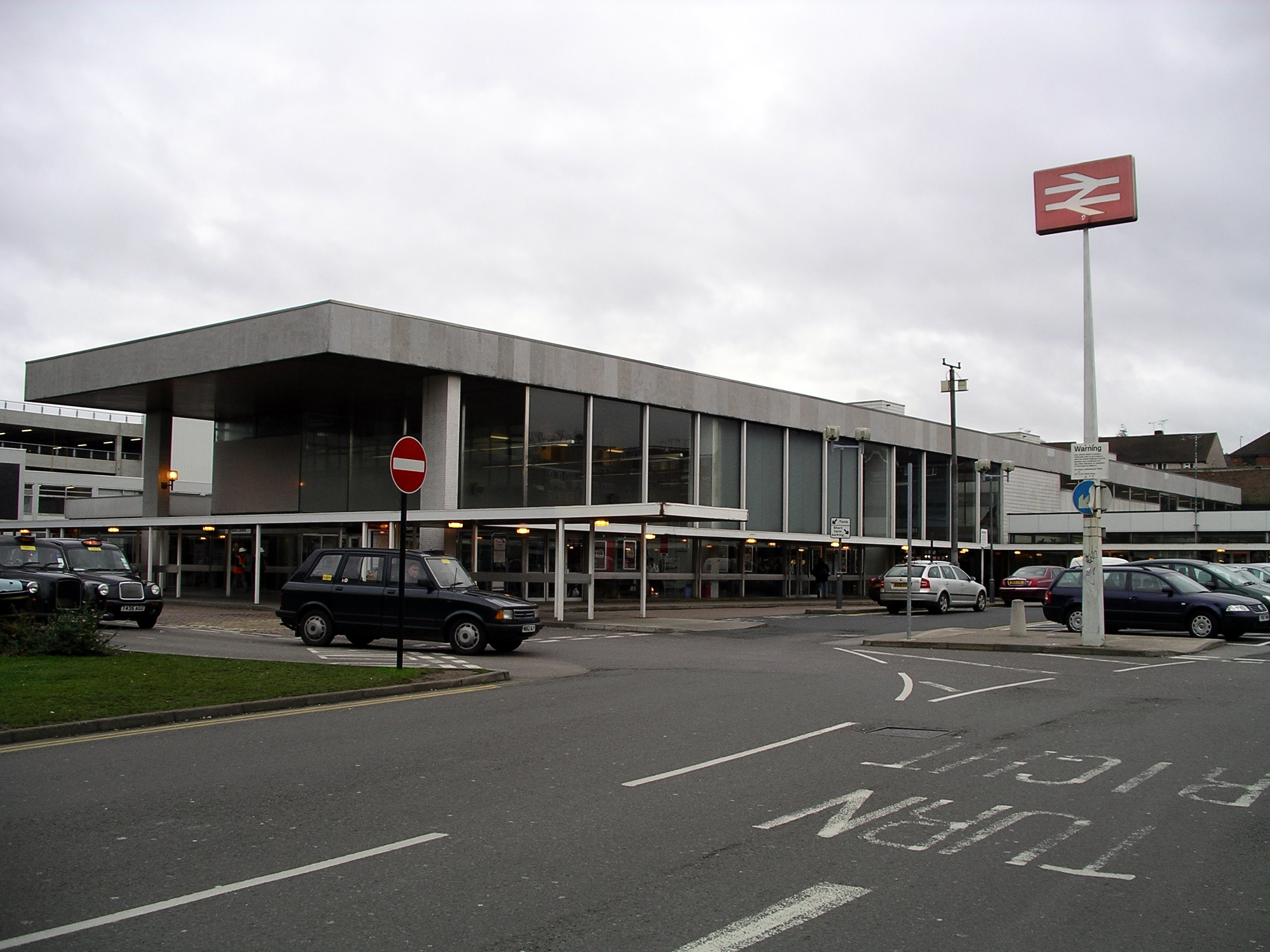
舊站房

考文垂站（英語：Coventry railway station）是英國英格蘭西米德蘭城市考文垂的一座火車站。考文垂車站擁有開往倫敦尤斯頓站和伯明翰新街站的西海岸主線的定期列車。
車站始建於1838年，之後經歷數次改建。最近一次的車站重建工程耗資9100萬英鎊，於2019年開始，2022年完工。重建工程包括一個新的廣場、人行天橋和一個新的多層停車場。

## 外部連結
- A number of historic photographs of Coventry Station dating from 1838 to the rebuilding in 1962 can be seen at warwickshirerailways.com （页面存档备份，存于）